# اریک یانژا
اریک یانژا (انگلیسی: Erik Janža؛ زادهٔ ۲۱ ژوئن ۱۹۹۳) بازیکن فوتبال اهل اسلوونی است.
از باشگاه‌هایی که در آن بازی کرده‌است می‌توان به باشگاه فوتبال ماریبور و باشگاه فوتبال دمژاله اشاره کرد.
وی همچنین در تیم‌های ملی فوتبال زیر ۲۱ سال اسلوونی و اسلوونی بازی کرده‌است.